# هاينز فويجت
هاينز فويجت (بالألمانية: Heinz Voigt)‏ هو قاضي ودبلوماسي ألماني، (ولد في هامبورغ في ألمانيا 1913 – 1992 م).

## وصلات خارجية
- هاينز فويجت على موقع مونزينجر (الألمانية)